# Санта-Роса-де-Копан
Санта-Роса-де-Копан (исп. Santa Rosa de Copán) — город и муниципалитет на западе Гондураса, административный центр департамента Копан.

## Географическое положение
Расположен примерно в 160 км к юго-западу от города Сан-Педро-Сула. Абсолютная высота — 1168 метров над уровнем моря.

## Население
По данным на 2013 год численность населения составляет 37 194 человека.
Динамика численности населения города по годам:
| 1974   | 1988   | 2001   | 2013   |
| ------ | ------ | ------ | ------ |
| 12 413 | 19 680 | 25 861 | 37 194 |

## Экономика
Город является крупнейшим центром торговли в западном Гондурасе. Кроме того, важную роль в экономике играет сельское хозяйство, важнейшими продуктами которого являются кофе и табак. Имеет место туризм, которому способствует наличие близ города раскопок древнего городища Копан.